# Chabuata mutina
Chabuata mutina là một loài bướm đêm trong họ Noctuidae.